# Ne bis in idem
Ne bis in idem (latin "icke två gånger i samma sak") är ett i synnerhet i straffprocessrättslitteraturen använt uttryck för principen om domens rättskraft eller för den processuella princip, enligt vilken en sak som avgjorts genom en dom som vunnit laga kraft inte får prövas på nytt. Rättsprincipen är globalt erkänd, och formuleras exempelvis i Europakonventionen om de mänskliga rättigheterna protokoll 7 artikel 4, där det fastslås att principen dock inte innebär hinder att ta upp en rättegång igen om nya bevis läggs fram eller om det uppdagas att det vid förfarandena vid den förra rättegången begåtts grova fel.
Uttrycket ne bis in idem kommer från den romerska rättens princip nemo debet bis vexari pro una et eadam causa vars tankegång kan spåras till antikens grekiska rätt och till Bibeln. Syftet tycks fyrfaldigt: respekt för domen såsom den slutgiltiga instansen, undvikande av fortsatt stress för de inblandade, undvikande att oskyldiga döms samt rätten för den åtalade att dömas av den jury som ursprungligen utsetts. Det är oklart och en tvistefråga om principen ska gälla per jurisdiktion, eller om den också ska gälla internationellt, det vill säga om den exempelvis bara gäller i till exempel en stat i en federation eller medlemsstat i EU eller om den också gäller på federationsnivå, för andra stater i EU eller i internationella domstolar.
I svensk lagstiftning kommer principen huvudsakligen till uttryck i 17 kap 11 § RB avseende tvistemål och  30 kap 9 § RB avseende brottmål. I Europakonventionen framgår den av artikel 4 i konventionens sjunde tilläggsprotokoll och i EU:s rättighetsstadga av stadgans artikel 50.

## I Sverige
Skattetillägg räknades länge som en administrativ avgift i Sverige, en inställning som bekräftades i ett betänkande 1996. En konsekvens av den uppfattningen blev att individens rättigheter i Europakonventionen kunde kringgås. Sommaren 2013 fattade Högsta domstolen ett beslut som innebar att den som hade fått betala skattetillägg inte senare kunde åtalas i domstol för samma skattebrott. Detta förbud mot dubbelbestraffning gällde retroaktivt sedan februari 2009.  Skattemål kan röra väldigt mycket pengar och fängelsestraff. 
Dubbelbestraffningsförbudet gäller dock alla former och domen Zolotukhin/Ryssland  den 10 februari 2009 i Europadomstolens (som Högsta domstolens beslut om dubbelbestraffning Ö 1526-13 utgår från) handlar om ett ryskt militärt disciplinmål. Den ryska soldaten Sergey Zolotukhin tog utan tillstånd med sin flickvän in på militärt område, uppträdde hotfullt, använde ett obscent språk och förolämpade poliserna som arresterade honom. Elva år senare har konflikten om den ryska soldatens bestraffning, både administrativ och brottsrättslig, fått konsekvenser för dubbelbestraffningar i hela Europa.
Högsta förvaltningsdomstolen hävdar dock att indragna körkort KKL 5 kap utgör en och samma bestraffningsprocess som tingsrättsdomen, där dock en ringa-bedömning skall göras av myndigheten. 